# ديكي روبرتس: النجم السابق الطفل
ديكي روبرتس: النجم السابق الطفل (بالإنجليزية: Dickie Roberts: Former Child Star)‏ هو فيلم كوميدي تم إنتاجه في الولايات المتحدة وصدر في سنة 2003. الفيلم من كتابة ديفيد سبيد. من بطولة ديفيد سبيد وروب راينر.

## الميزانية والإيرادات
بلغت تكلفة إنتاج الفيلم حوالي 17 مليون دولار بينما حقق أرباحا تقدر بـ 23.7 مليون دولار.

## وصلات خارجية
- ديكي روبرتس: النجم السابق الطفل على موقع IMDb (الإنجليزية)
- ديكي روبرتس: النجم السابق الطفل على موقع ميتاكريتيك (الإنجليزية)
- ديكي روبرتس: النجم السابق الطفل على موقع روتن توميتوز (الإنجليزية)
- ديكي روبرتس: النجم السابق الطفل على موقع نتفليكس (الإنجليزية)
- ديكي روبرتس: النجم السابق الطفل على موقع قاعدة بيانات الأفلام العربية
- ديكي روبرتس: النجم السابق الطفل على موقع ألو سيني (الفرنسية)
- ديكي روبرتس: النجم السابق الطفل على موقع Turner Classic Movies (الإنجليزية)
- ديكي روبرتس: النجم السابق الطفل على موقع أول موفي (الإنجليزية)
- ديكي روبرتس: النجم السابق الطفل على موقع بوكس أوفيس موجو (الإنجليزية)
- ديكي روبرتس: النجم السابق الطفل على موقع فيلمافينيتي (الإسبانية)